# Justin Huish
Justin Huish, född den 9 januari 1975, är en amerikansk bågskytt. Han tog två guld vid olympiska sommarspelen 1996 i Atlanta.